# Jet Airways
La Jet Airways (India) Ltd. è stata una compagnia aerea indiana con sede a Mumbai, India, operante sia nei voli nazionali che in quelli internazionali.
Per decisione del CEO Vinay Dube, il 17 aprile 2019 la compagnia ha cessato definitivamente tutte le operazioni di volo per motivi economici.

## Storia
La Jet Airways è stato il più grande operatore domestico indiano con una quota di mercato del 43%. Opera oltre 330 voli giornalieri per 50 destinazioni in tutto il paese.
La base principale della compagnia aerea è stato l'aeroporto Chhatrapati Shivaji di Mumbai. Inoltre gli hub secondari della Jet Airways si trovano all'aeroporto Indira Gandhi di Delhi, all'aeroporto di Chennai, all'aeroporto Netaji Subhash Chandra Bose di Calcutta, all'aeroporto internazionale di Bangalore, e all'aeroporto Internazionale di Bruxelles.

### Crisi finanziaria dal 2018
A partire da novembre 2018, Jet Airways è stata segnalata come una prospettiva finanziaria negativa a causa delle crescenti perdite. Pertanto sono state avviate misure di riduzione dei costi e colloqui con potenziali investitori o acquirenti. Nel marzo 2019 è stato riferito che quasi un quarto degli aerei Jet Airways era stato messo a terra a causa delle tariffe di leasing non pagate. Inoltre, a seguito della pressione dei creditori, il presidente di Jet Naresh Goyal e sua moglie Anita sono usciti dal Consiglio di amministrazione dalla compagnia aerea il 25 marzo 2019.
Il 5 aprile 2019, la Indian Oil corporation ha interrotto la fornitura di carburante alla compagnia aerea citando il mancato pagamento del carburante poiché i fondi di emergenza non erano stati ancora accreditati. Inoltre, i dipendenti di Jet Airways hanno minacciato la compagnia di scioperare in seguito al mancato pagamento degli stipendi. Contemporaneamente, i lessor dei Boeing 777-300ER stanno preparando il recupero degli aeromobili a causa dei pagamenti di leasing non effettuati. Il 10 Aprile 2019, il Boeing 777-300ER (VT-JEW) operante il volo 9W321 da Amsterdam a Mumbai, è stato sequestrato da un fornitore di servizi cargo per il mancato pagamento.
Il 12 aprile 2019 la compagnia è stata costretta ad interrompere temporaneamente tutti i voli internazionali per motivi economici, continuando però i voli domestici all'interno dell'India. Il 17 aprile Jet Airways si è trovata costretta a sospendere anche i collegamenti nazionali, interrompendo tutte le operazioni di volo per la mancanza di fondi dopo che la richiesta di un prestito ponte è stata rifiutata dalle banche indiane.

## Struttura aziendale

### Sede
Gli uffici della compagnia si trovano nello Siroya Center nel quartiere Andheri di Mumbai.

### Azionario
- SBI led-Bank Consortium (51%)
- Naresh Goyal (24%)
- Etihad Airways (12%)
- Azioni pubbliche (13%)[9][10]

### Finanze
Nella seguente tabella sono riporate le tendenze principali di Jet Airways e delle sue sussidiarie:
|                                | 2010    | 2011    | 2012    | 2013    | 2014    | 2015    | 2016    | 2017    | 2018    |
| ------------------------------ | ------- | ------- | ------- | ------- | ------- | ------- | ------- | ------- | ------- |
| Guadagni (₹: INR miliardi)     | 122.3   | 147.2   | 170.6   | 174.0   | 177.1   | 202.8   | 229.0   | 236.7   | 251.8   |
| Profitto (₹: INR miliardi)     | −16.4   | −17.3   | −14.2   | −4.8    | −36.7   | −18.1   | 11.7    | 4.4     | −6.4    |
| Voli                           | 131,108 | 146,876 | 175,646 | 169,254 | 173,723 | 176,406 | 202,816 | 202,265 | 211,964 |
| Numero di passeggeri (milioni) | 12.0    | 14.6    | 17.3    | 16.8    | 17.2    | 19.4    | 23.4    | 24.4    | 27.2    |
| Load Factor (%)                | 77.4    | 78.6    | 79.3    | 78.8    | 78.2    | 82.4    | 82.6    | 81.4    | 83.5    |
| Numbero di aerei (a fine anno) | 86      | 97      | 102     | 95      | 101     | 107     | 116     | 113     | 112     |
| Fonte                          | [ 11 ]  | [ 12 ]  | [ 13 ]  | [ 14 ]  | [ 15 ]  | [ 16 ]  | [ 17 ]  | [ 18 ]  | [ 19 ]  |

## Accordi commerciali
Ad aprile 2019 Jet Airways ha accordi di codeshare con le seguenti compagnie:
- Aeroméxico
- Air Canada
- Air France
- Air Seychelles
- All Nippon Airways
- Bangkok Airways
- China Eastern Airlines
- Delta Air Lines
- Etihad Airways
- Fiji Airways
- Flynas
- Garuda Indonesia
- Hong Kong Airlines
- Jetstar Asia Airways
- Kenya Airways
- KLM
- Korean Air
- Malaysia Airlines
- Qantas
- Vietnam Airlines
- Virgin Atlantic

## Flotta

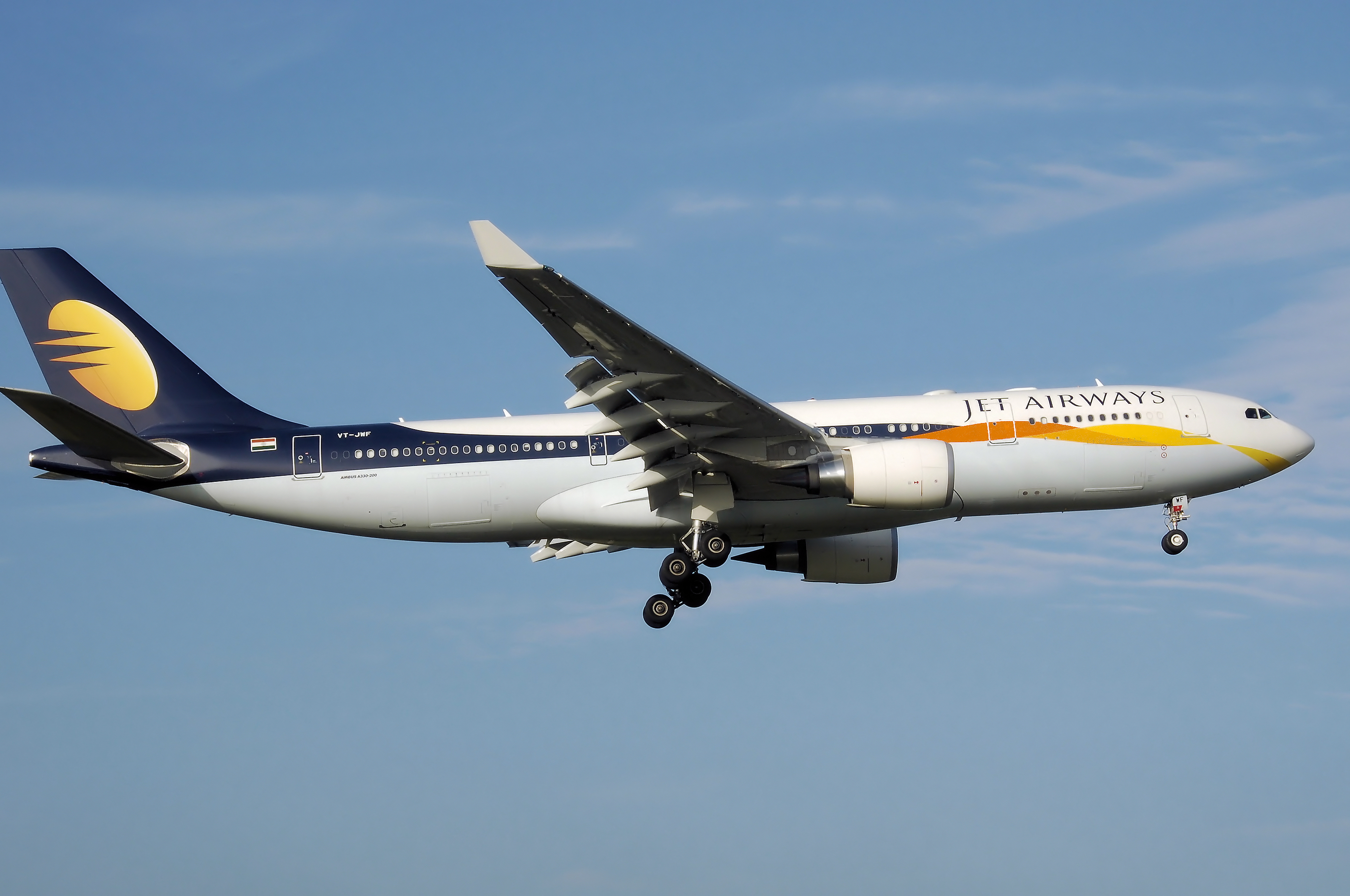
Un Airbus A330-200 di Jet Airways

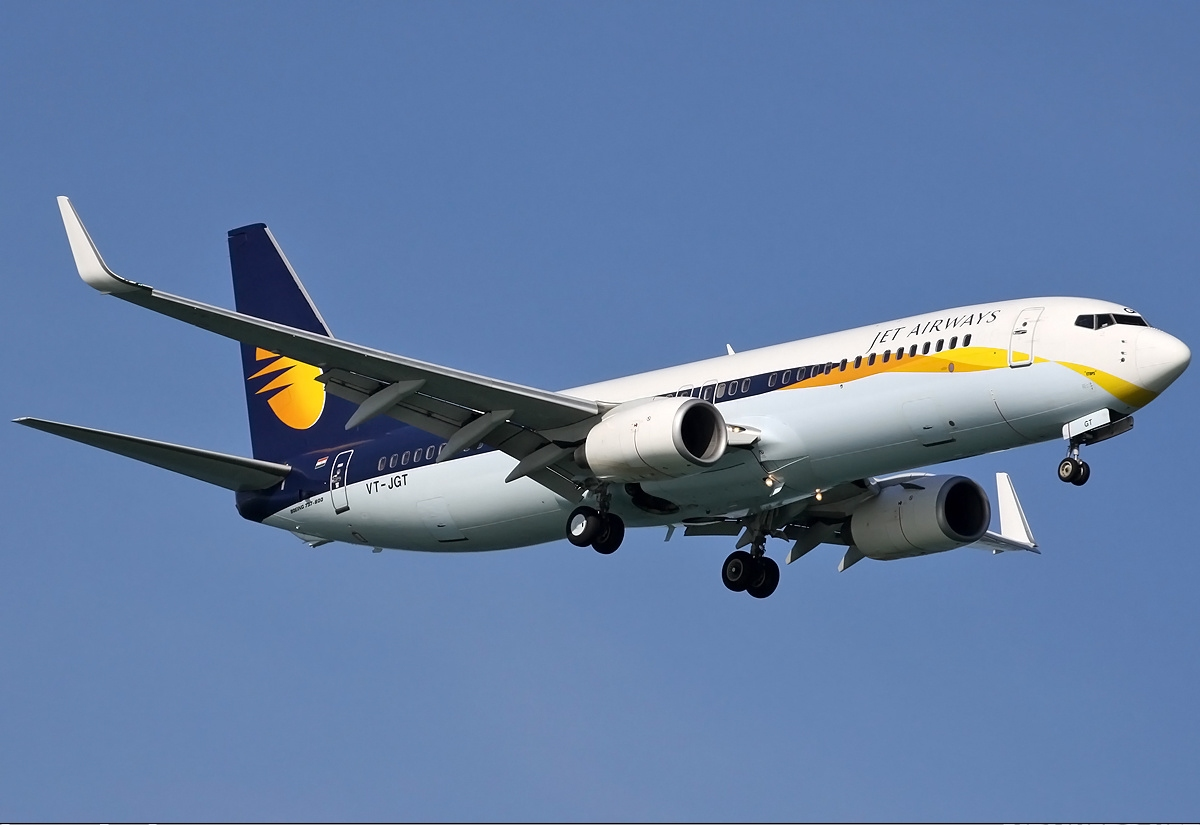
Un Boeing 737-800 di Jet Airways

Al 17 aprile 2019 la flotta Jet Airways risultava composta dai seguenti aerei:
| Aereo            | In servizio | Passeggeri | Passeggeri | Passeggeri | Passeggeri | Note                                    |
| Aereo            | In servizio | F          | J          | Y          | Totale     | Note                                    |
| ---------------- | ----------- | ---------- | ---------- | ---------- | ---------- | --------------------------------------- |
| Airbus A330-200  | 2           | —          | 18         | 236        | 254        |                                         |
| Boeing 737-800   | 2           | —          | 12         | 156        | 168        | Saranno sostituiti dai Boeing 737 MAX 8 |
| Boeing 737-900   | 1           | —          | 28         | 138        | 166        | Saranno sostituiti dai Boeing 737 MAX 8 |
| Boeing 737 MAX 8 | 3           | —          | 12         | 162        | 174        |                                         |
| Boeing 777-300ER | 6           | 8          | 30         | 308        | 346        |                                         |
| Totale           | 14          |            |            |            |            |                                         |

### Sviluppo flotta
Jet Airways l'11 dicembre 1996 ordinò 4 Boeing 737-400 e 30 Boeing 737-800 mentre la prima consegna fu il 12 novembre del 1997. Il 14 giugno del 1999 furono ordinati 6 Boeing 737-700 e 2 Boeing 737-900 con la prima consegna avvenuta nel maggio del 2001. Il 5 gennaio 1992 furono introdotti in flotta 5 ATR 72-600 per le rotte regionali. Le rotte di lungo raggio invece erano servite usando una flotta di Airbus A330-200, Airbus A330-300 e Boeing 777-300ER. La compagnia ordinò 10 Boeing 777-300ER il 29 settembre 2005 con le consegne terminate nel 2007. Jet Airways ha ordinato 10 Boeing 787-9 il 28 dicembre 2006 per le rotte lungo raggio. Il 23 aprile 2013 vennerò piazzati 75 Boeing 737 MAX per modernizzare una parte della flotta dei 737. Ad aprile e luglio 2018 la compagnia aerea ha stipulato un accordo per l'acquisizione di ulteriori 75 velivoli Boeing 737 MAX, portando il proprio ordine a 225 Boeing 737 MAX.
A causa dei problemi finanziari il 4 aprile la flotta è stata ridotta a soli 26 aeromobili, per poi ridursi a 14, in quanto non erano stati effettuati i pagamenti ai lessor.